# Mariana Leka
Mariana Leka (ur. 27 listopada 1961 w Szkodrze) – albańska śpiewaczka operowa (mezzosopran).

## Życiorys
W latach 1980–1983 studiowała na wydziale wokalnym Instytutu Sztuk w Tiranie, pod kierunkiem Edit Mihali. Po ukończeniu studiów trafiła do chóru, działającego przy Teatrze Opery i Baletu w Tiranie, w którym występowała do 1991. Jako solistka zadebiutowała rolą Wioletty w operze La Traviata Verdiego. W 1991 została solistką TOB. Wkrótce potem wyjechała na studia do Akademii Muzycznej w Mantui, gdzie kształciła swój głos pod kierunkiem Katii Ricciarelli.
Występowała głównie w repertuarze operowym i pieśniach lirycznych. Jej koncerty mogła podziwiać m.in. publiczność w Niemczech, Szwajcarii, Bułgarii i Rumunii.
W 1984 otrzymała II nagrodę w konkursie pieśni lirycznej im. Tefty Tashko, w 1999 zdobyła główną nagrodę na I festiwalu albańskich wokalistów operowych. W 2008 ukazała się płyta z utworami Aleksandra Peçiego, wydana przez Labor Records, na której Mariana Leka zaśpiewała partie solowe.
Jest honorową obywatelką Puki.

## Role
- 1989: La Traviata jako Violetta Valery
- 1991: Poławiacze pereł jako Leila
- 1996: Don Giovanni jako Zerlina
- 1999: Trovatore jako Michaela
- 1999: Norma jako Norma
- 2002: Cyganeria jako Mimi